# 徳川達成
徳川 達成（とくがわ さとなり、1899年（明治32年）5月3日 - 1961年（昭和36年）3月28日）は、田安徳川家の第10代当主。父は徳川達孝。母は徳川知子。妻は戸田氏秀の次女・元子。
子に宗英（第11代当主）、雅子（德川義恭夫人、後に渡邊正廣夫人）、宗賢（言語学者）、宗廣（元通産省官僚、元国土庁官房審議官）、文子（溝口道郎夫人）、松平宗紀（越前松平家当主）がいる。伯父の家達は徳川慶喜の養子になって徳川宗家を継いだ。

## 生涯
東京で生まれ、1920年（大正9年）3月、旧制学習院高等科を卒業。
1923年（大正12年）に東京帝国大学工学部造兵科を卒業して海軍に入り、造兵中尉となる。1927年（昭和2年）、欧米各国に留学。留学先のロンドンで宗英が生まれる。1935年（昭和10年）に中佐に昇進。その後、大佐で予備役に編入となった。第二次世界大戦後は服部時計店の社外重役をしていた。
1961年（昭和36年）3月28日、死去。享年61。